# Hustopeče
Hustopeče är en stad i Tjeckien.   Den ligger i distriktet Okres Břeclav och regionen Södra Mähren, i den sydöstra delen av landet, 210 km sydost om huvudstaden Prag. Hustopeče ligger 197 meter över havet och antalet invånare är 5 913.
Terrängen runt Hustopeče är platt. Runt Hustopeče är det ganska tätbefolkat, med 67 invånare per kvadratkilometer. Närmaste större samhälle är Mikulov, 16,7 km söder om Hustopeče. Trakten runt Hustopeče består till största delen av jordbruksmark.